# Adrastée (lune)
Pour les articles homonymes, voir Adrastée.
Adrastée est un satellite naturel de Jupiter, le deuxième plus proche de la planète.

## Dénomination
Adrastée porte le nom d'Adrastée, une nymphe de la mythologie grecque, fille d'Ananké et de Mélissé, ainsi que la sœur d'Ida ; elle fut chargée par Rhéa de protéger Zeus enfant contre Cronos.
Lors de sa découverte, sa désignation provisoire fut S/1979 J 1,. En 1983, elle fut officiellement nommée Adrastée. Sa désignation systématique est Jupiter XV.

## Caractéristiques physiques
Adrastée possède une forme irrégulière et mesure 20 × 16 × 14 km dans ses principales dimensions, soit 8,2 ± 2,0 km de rayon moyen : Adrastée est le plus petit membre du groupe d'Amalthée qui regroupe les quatre satellites les plus proches de Jupiter. La composition et la masse du satellite ne sont pas connues, mais en supposant que sa masse volumique est similaire à celle d'Amalthée (~0,86 g cm−3), sa masse peut être estimée à 2 × 1015 kg. La masse volumique d'Amalthée implique qu'Adrastée est composé de glace d'eau avec une porosité de 10 à 15 %.
Aucun détail de la surface d'Adrastée n'est connu, à cause de la faible résolution des images disponibles.

## Orbite
Adrastée est le deuxième satellite le plus proche de Jupiter, après Métis. Il orbite la géante gazeuse à une distance d'environ 129 000 km, soit 1,806 fois le rayon de Jupiter, à l'intérieur de l'anneau principal. Cette orbite est très faiblement excentrique (~0,001 5°) et inclinée (~0,03° par rapport à l'équateur de Jupiter).
À cause des forces de marée de Jupiter, Adrastée tourne sur lui-même de façon synchrone en autant de temps qu'il effectue une révolution autour de la géante gazeuse, gardant toujours la même face tournée vers elle. Son axe le plus long est aligné vers Jupiter, ce qui est la configuration présentant l'énergie minimale,.
L'orbite d'Adrastée est située à l'intérieur du rayon de l'orbite synchrone de Jupiter (tout comme Métis) ; les forces de marée de Jupiter tendent à la rapprocher lentement de la planète. Si sa masse volumique est similaire à celle d'Amalthée, alors son orbite serait située à l'intérieur de la limite de Roche fluide. Comme Adrastée ne se brise pas, il doit toujours être situé à l'extérieur de sa limite de Roche rigide.

## Anneaux de Jupiter

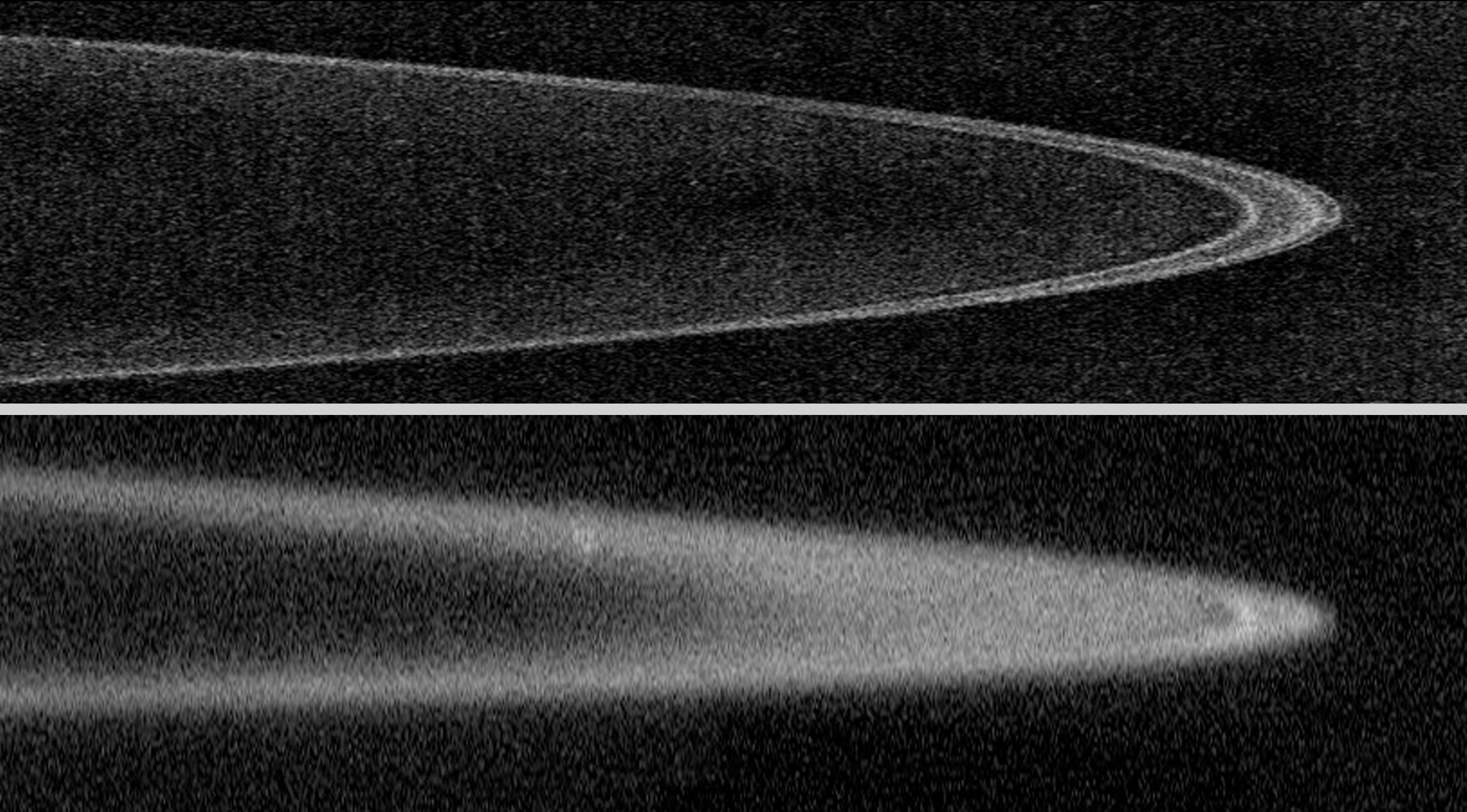
Anneau principal de Jupiter, pris par la sonde New Horizons en 2007 (en haut, en approche des anneaux, en bas, en direction du soleil après leur dépassement).

Le matériau des anneaux de Jupiter semble principalement constitué d'éjectas de la surface des quatre membres du groupe d'Amalthée à la suite d'impacts météoriques. Les éjectas de ces impacts sont facilement arrachés des satellites car ils résident à la limite de leur propre sphère de Roche.
Il semble qu'Adrastée soit le plus grand contributeur de ce matériau, dans la mesure où l'anneau principal, le plus dense des anneaux de Jupiter, est situé sur et à l'intérieur de l'orbite du satellite. Plus précisément, l'orbite d'Adrastée est située près du bord extérieur de l'anneau principal. La localisation exacte du matériau annulaire visible dépend de l'angle de phase des images : avec une lumière diffusée en avance de phase, Adrastée est clairement en dehors de l'anneau, mais avec une lumière diffusée en retard de phase (qui révèle des particules plus grosses), il semble qu'un annelet étroit se situe au-delà de l'orbite du satellite.

## Historique

### Découverte

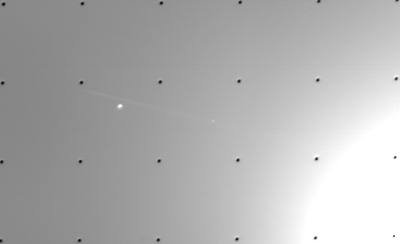
Image prise par Voyager 2 le 8 juillet 1979, ayant conduit à la découverte d'Adrastée. Le satellite est visible en plein milieu de l'image, à cheval sur les anneaux joviens.

Adrastée fut découvert en 1979 par David Jewitt et G. Edward Danielson après analyse de photographies prises la même année par la sonde Voyager 2,. Il s'agissait du premier satellite naturel découvert sur des images prises par un engin interplanétaire plutôt que par un télescope terrestre.

### Exploration
Sur les images transmises par les sondes Voyager, Adrastée n'apparaît que comme un point. La sonde Galileo permit de déterminer sa forme, mais les images qu'elle en prit restent d'une résolution faible.